# Pietro Ferrero
Pietro Ferrero (født 2. september 1898, død 2. marts 1949) var grundlæggeren af Ferrero SpA, en italiensk producent af konfekture og chokolade. Hans selskab udviklede Nutella, et smørepålæg med bl.a. hasselnød, der i dag sælges i mere end 160 lande. Produktet Ferrero Rochers sælges også af selskabet, der tillige sælger bl.a. Tic-Tac og forskellige chokolader under Kinder-mærket (Kinderæg og mælkesnitter).

## Privatliv
Pietro Ferrero var gift med (Piera Cillario, Piera Ferrero) og far og mor til Michele Ferrero. Pietro Ferrero og Piera Cillario er bedsteforældre til to og de er også oldeforældre til 5. Michele Ferrero Sr. I og Chiara Delvalle er mor og far til Pietro Ferrero Sr I. og Giovanni Ferrero Sr I. og Michele Ferrero Sr. I og Chiara Delvalle bedsteforældre til en og de er også oldeforældre til to og de er også tip oldeforældre til 5.

### Generation 0. Forfædre Italien og amerikanske familiemedlemmer USA m. fl
- Michele Ferrero født før 1860 (g. Maria Devalle, Maria Devalle født før 1860) (familiemedlem)
- Giuseppe Francesco Ferrero 1880-? (søn af Michele Ferrero og Maria Devalle) (familiemedlem)
- Angelo Filippo Ferrero 1886-? (søn af Michele Ferrero og Maria Devalle) (familiemedlem)
- Giovanni Ferrero 1889-? (søn af Michele Ferrero og Maria Devalle) (familiemedlem)
- Alfredo Felice Ferrero 1892-? (søn af Michele Ferrero og Maria Devalle) (familiemedlem)
- John (Giovanni) Ferrero 1867-1925 (g. Mary Ferrero 1897, født Varello) (familiemedlem)
- Gaspare Ferrero 1837-? (familiemedlem)
- Andretta Ferrero 1840-? (familiemedlem)

### Generation 1. Forældre
- Michele Ferrero Sr. I og Chiara Delvalle

### Generation 2. Dem selv
- Pietro Ferrero Sr I. 1898-1949 (g. Piera (Maria) Cillario 1924, Piera (Maria) Cillario 1902-1980) (Pietro Ferrero ham selv, søn af Michele Ferrero Sr. I og Chiara Delvalle)
- Giovanni Ferrero Sr I. 1905-1957 (g. Ottavia Amerio 1930, Ottavia Amerio 1907-1992) (bror til Pietro Ferrero Sr I., søn af Michele Ferrero Sr I. og Chiara Delvalle)
- Pauline Ferrero (familiemedlem)
- Lucette (Marguerite Elise) Ferrero (familiemedlem)

### Generation 3. Børn
- Michele Ferrero Jr II. (søn af Pietro Ferrero Sr I. og Piera Cillario, Piera (Maria) Cillario, Piera Ferrero)

### Generation 4. Børnebørn
- Giovanni Ferrero Jr II. (søn af Michele Ferrero Jr II. og Maria Franca Fissolo)
- Pietro Ferrero Jr II. (søn af Michele Ferrero Jr II. og Maria Franca Fissolo)

### Generation 5. Oldebørn
- Marie Eder Ferrero, (datter af Pietro Ferrero Jr II. og Luisa Strumia)
- John Ferrero (søn af Pietro Ferrero Jr II. og Luisa Strumia)
- Michael Ferrero (søn af Pietro Ferrero Jr II. og Luisa Strumia)
- Michele Ferrero Jr III. (søn af Giovanni Ferrero Jr II. og Paola Rossi)
- Bernardo Ferrero (søn af Giovanni Ferrero Jr II. og Paola Rossi)